# Emil Brunnenmeister
Emil Brunnenmeister (* 5. Mai 1854 in Kreuzlingen; † 22. Januar 1896 in Wien) war ein Jurist und Professor in Zürich, Halle, Wien.

## Leben
Emil Brunnenmeister studierte nach dem Besuch des Gymnasiums in Konstanz Rechtswissenschaften an der Ruprecht-Karls-Universität Heidelberg und der Georg-August-Universität Göttingen; an der Universität Leipzig wurde er 1877 zum Dr. iur. promoviert. Er war anschließend an der Universitätsbibliothek Göttingen tätig. 1878 habilitierte er sich an der Universität Basel für Strafrecht, Straf- und Zivilprozessrecht.
1879 erhielt er einen Ruf als Universitätsprofessor an die Universität Zürich, 1882 wechselte er auf die Professur für Strafrecht und Zivilprozeßrecht an die Universität Halle und 1889 wechselte er an die Universität Wien.

## Wirken
Emil Brunnenmeister war als Strafrechtsreformer bekannt geworden, ebenso wie sein Hallenser Kollege Franz von Liszt. Ebenso war er ein renommierter Rechtshistoriker. Er veröffentlichte mehrere Werke zum  mittelalterlichen und antiken Strafrecht.

## Schriften
- Emil Brunnenmeister: Die Quellen der Bambergensis – Ein Beitrag zur Geschichte des deutschen Strafrechts, 1879, Nachdruck 1997, ISBN 3-8051-0390-5
- Emil Brunnenmeister: Das Tötungsverbrechen im altrömischen Recht, 1887